# Черніхув (Сілезьке воєводство)
Черніхув (пол. Czernichów) — село в Польщі, у гміні Черніхув Живецького повіту Сілезького воєводства.
Населення — 1111 осіб (2011).
У 1975-1998 роках село належало до Бельського воєводства.

## Демографія
Демографічна структура станом на 31 березня 2011 року:
|          | Загалом | Допрацездатний вік | Працездатний вік | Постпрацездатний вік |
| -------- | ------- | ------------------ | ---------------- | -------------------- |
| Чоловіки | 550     | 105                | 389              | 56                   |
| Жінки    | 561     | 101                | 335              | 125                  |
| Разом    | 1111    | 206                | 724              | 181                  |